# Dvouzubec

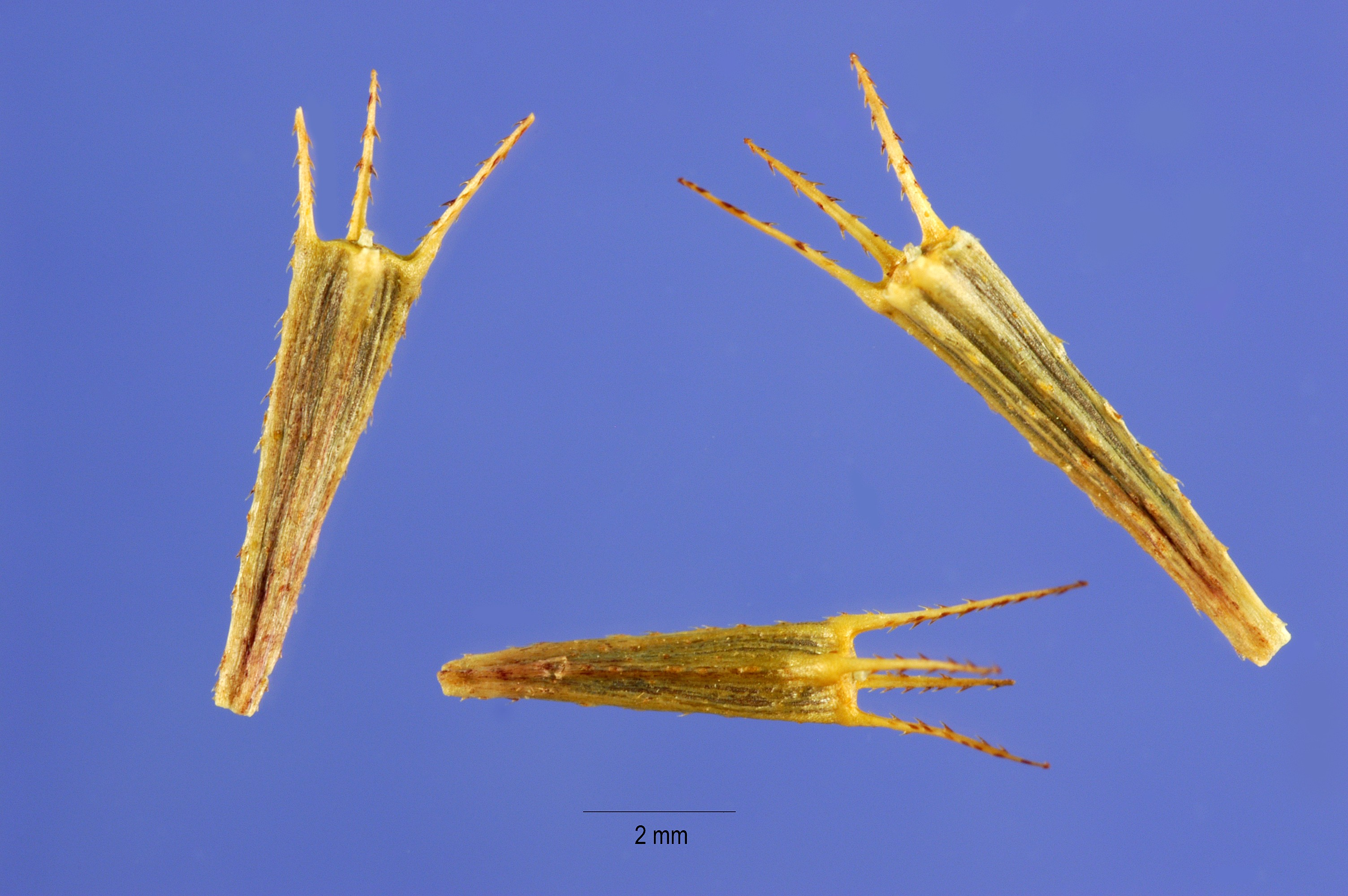
Příchytné háčky (zuby) nažek

Dvouzubec (Bidens) je rod rostlin velice rozmanitého vzhledu, je zařazen v čeledi hvězdnicovitých (Asteraceae) do podčeledě Asteroideae a tribu Coreopsideae.

## Rozšíření
Hojně se vyskytuje téměř v celém mírném a subtropickém pásu, částečně i v tropickém. Jeden z posledních údajů uvádí, že rod dvouzubec čítá 253 druhů, nejvíce se jich nachází v subtropech. V mnoha zeměpisných oblastech se nacházejí současně původní i zavlečené druhy.
V České republice se vyskytují:
Původní druhy:
- Dvouzubec nicí (Bidens cernua) L.
- Dvouzubec paprsčitý (Bidens radiata) Thuill.
- Dvouzubec trojdílný (Bidens tripartita) L.

Zavlečené druhy:
- Dvouzubec černoplodý (Bidens frondosa) L.
- Dvouzubec hnědožlutý (Bidens connata) Willd.
- Dvouzubec chlupatý (Bidens pilosa) L.

V Evropě lze ještě nalézt:
- Bidens aurea (Aiton) Sherff
- Bidens bipinnata L.
- Bidens subalternans DC.
- Bidens vulgata Greene [3]

## Popis
Rostliny rodu dvouzubec jsou velice rozmanité. Jsou to jednoletky i trvalky, mohou to být keříky, popínavé či půdu kryjící rostliny a mohou dosahovat výšky od 5 do 400 cm. Někdy v uzlech postranních větví jsou schopny zakořenit. Mívají většinou lodyhu oválnou nebo čtyřhrannou, hladkou či rýhovanou, postupně větvenou. Listy s řapíkem nebo bez vyrůstají obvykle střídavě, vstřícně, méně častěji v přeslenech. Čepele listů jsou jednoduché, několikačetné, zpeřené nebo lalokovité, jejich okraje mohou být celistvé, zubaté, pilovité i třásnité, lysé nebo chlupaté.
Květní lůžko bývá ploché, diskovité nebo miskovité, veliké obvykle 4 až 12 mm. Sestaveny bývají do chocholíku nebo vyrůstají jednotlivě. Středních bisexuálních trubkovitých květů bývá v květním úboru 12 až 60, mají 5laločnou korunou bílé nebo žluté barvy a jsou méně nápadné než vnější mnohem větší, většinou neplodné květy jazykovité, které také někdy zcela chybí. Zákrov bývá dvouřadý, venkovní zelené listeny bývají delší než květy.
Plody jsou nažky dlouhé až 15 mm, většinou žebrovité, na vrcholu mají místo chmýří několik příchytných zoubků. Ty slouží k zachycení na srsti zvířat (šatech lidí), a tedy k rozšiřování do okolí – rostlina je zoochorická. Rostlina ročně vyprodukuje obvykle několik tisíc semen, která si podrží klíčivost kolem pěti let.

## Využití
Některé druhy (nejčastěji dvouzubec chlupatý) se využívají v tradiční čínské, africké i středoamerické medicíně. Teprve moderní věda zjistila, že natě rostliny obsahují mnohé flavonoidy a polyacetylény které vyvolávají protizánětlivé reakce organismu. Užívají se proti chřipce, nachlazení, horečce, zánětu slepého střeva, hepatitidě, gastroenteritidě, malárii, hemeroidům, ekzémům a dalším. Všeobecně je dvouzubec považován za plevelnou rostlinu, která rychle zarůstá neudržované prostory. V současnosti se některé kultivary používají pro množství květů a nenáročné pěstování jako letničky na záhony nebo do truhlíků.